# Omul care a unit malurile ceții
Omul care a unit malurile ceții este o nuvelă science fiction / fantasy a scriitoarei Kij Johnson. A fost publicată pentru prima dată în Asimov's Science Fiction în octombrie / noiembrie 2011 și apoi a fost republicată în The Year's Best Science Fiction: Twenty-Ninth Annual Collection, în The Best Science Fiction and Fantasy of the Year: Volume 6, în The Year’s Best Science Fiction & Fantasy 2012, în The Nebula Awards Showcase 2013, în colecția lui Johnson At the Mouth of the River of Bees și ca o chapbook de către Phoenix Pick. În 2013, o versiune în limba persană a fost publicată de Parian Publications.
În limba română a apărut în Antologia Nebula 2013 publicată de Editura Trei.

## Rezumat
Un vast imperiu este împărțit de un râu enorm, umplut cu o ceață semisolidă corozivă care găzduiește monștri ... până când Kit Meinem începe să construiască un pod suspendat. 

## Recepție
„Omul care a unit malurile ceții” a câștigat premiul Hugo din 2012 pentru cea mai bună nuvelă  și premiul Nebula 2011 pentru cea mai bună nuvelă. De asemenea, a fost finalistă la Premiul Theodore Sturgeon din 2011; cu toate acestea, Johnson a retras-o din competiție, deoarece s-a aflat în juriul premiilor Sturgeon.
Ken Liu a descris povestirea ca „aflându-se la jumătatea distanței dintre science fiction și fantezie”, afirmând că îi place „modul în care natura precisă a ceții nu este niciodată clarificată”.

## Legături externe
- Istoria poveștii și reeditările la Internet Speculative Fiction Database

## Vezi și
- Lista câștigătorilor ambelor premii Hugo și Nebula
- 2011 în științifico-fantastic